# Мэйсон, Крис
Кри́стофер (Крис) Ро́берт Мэ́йсон (англ. Christopher (Chris) Robert Mason; 20 апреля 1976, Ред-Дир, Альберта, Канада) — бывший канадский хоккеист, вратарь . Чемпион мира 2007 года, серебряный призёр чемпионата мира 2009 года. Чемпион Норвегии 2005 года. Чемпион Италии 2014 года. В НХЛ провёл на льду более 300 матчей в составе клубов: «Нэшвилл Предаторз», «Сент-Луис Блюз», «Атланта Трэшерз», «Виннипег Джетс».

## Игровая карьера
На драфте в 1995 году Крис был выбран клубом «Нью-Джерси Дэвилз» в 5-м раунде под общим 122-м номером. Однако договориться с «Дэвилз» о подписании контракта не смог и два сезона играл в составе команды «Принс-Джордж Кугэрз» из Западной хоккейной лиги. 27 июня 1997 года Мэйсон как свободный агент подписал контракт с «Анахайм Майти Дакс». Свой первый сезон в профессиональной карьере провёл в АХЛ, в фарм-клубе «Анахайм Майти Дакс» - «Цинциннати Майти Дакс».
В 1998 Крис был обменян вместе со своим партнёром по команде - Марком Моро, в «Нэшвилл Предаторз» на Доминика Руссела. В своём дебютном сезоне 1998-99 в НХЛ провёл на льду в составе «Хищников» 3 игры. Следующие три сезона Крис провёл, преимущественно играя за команду «Милуоки Эдмиралс» (аффилированного клуба «Нэшвилл Предаторз» в Интернациональной хоккейной лиге до 2001 года, с 2001 года в АХЛ), выйдя на лёд в составе «Хищников» всего один раз в сезоне 2000-01.
По окончании сезона 2001-02 Крис стал неограниченно свободным агентом и в межсезонье подписал контракт с клубом «Флорида Пантерз». Однако за «Пантер» не сыграл ни одного матча и весь сезон 2002-03 провёл в составе фарм-клуба «Флориды» - «Сан-Антонио Рэмпэйдж». По окончании сезона Мэйсон продлил контракт с «Флорида Пантерз» сроком на один год. Крис полагал что нужен клубу, но по факту был не востребован и руководство «Пантер выставило Мэйсона на драфт отказов. «Нэшвилл Предаторз» воспользовались таким поворотом событий и сделали предложение. Так Мэйсон вновь стал игроком «Хищников»
В сезоне 2003-04 Крис был вторым вратарём в клубе, после Томаша Вокоуна и сыграл в НХЛ 17 игр, в которых одержал с командой 4 победы и потерпел 4 поражения, пропуская в среднем за игру 2,18 шайбы и, отражая 92,6% бросков по своим воротам.
Во время локаута в НХЛ в сезоне 2004-05 вместе со своим партнёром Скоттом Хартнеллом играл в составе клуба «Волеренга» и внёс большой вклад в победу команды в чемпионате Норвегии.
15 апреля 2006 года в матче против «Финикс Койотис» на счёт Криса был записан гол, после того как нападающий «Койотов» Джефф Сэндерсон отправил шайбу в собственные ворота.
20 июня 2008 года Мэйсон был обменян в «Сент-Луис Блюз» на право выбора в 4 раунде драфта 2008 года. В составе «Блюзмэнов» Крис отыграл 2 сезона проведя на льду в общей сложности 118 игр в регулярных сезонах, одержав в них 57 побед. Также провёл 4 игры в рамках плей-офф Кубка Стэнли 2009.
После того как руководство «Сент-Луис Блюз» сделало ставку на вратаря Ярослава Галака, подписав с ним контракт в межсезонье, Крис Мэйсон оказался не востребован в клубе. Став неограниченно свободным агентом, 1 июля 2010 года Мэйсон подписал контракт с «Атланта Трэшерз» сроком на 2 года. «Атланта Трэшерз» стал первым клубом из Восточной конференции за который Крис играл в своей карьере. После того как по окончании сезона 2010-11 «Трэшерз» сменили город базирования на Виннипег, Мэйсон автоматически стал игроком «Виннипег Джетс».
По окончании срока действия контракта с «Виннипег Джетс», руководство клуба не сделало Крису новое предложение и 1 июля 2012 года в третий раз в своей карьере Мэйсон возвращается в «Нэшвилл Предаторз», подписав контракт сроком на 1 год.
6 августа 2013 года Мэйсон подписал соглашение сроком на 1 год с командой «Риттен Спорт» из итальянской Серии А.. После окончания срока действия контракта с итальянским клубом Мэйсон принял решение остаться в Европе и 23 мая 2014 года подписал договор с «Аугсбургер Пантер» из Немецкой хоккейной лиги.

## Международные выступления
Первое появление Криса в составе сборной Канады состоялось на Чемпионате мира 2006 года. Мэйсон был включён в заявку на турнир, однако на лёд так ни разу и не вышел.
Год спустя на Чемпионате мира 2007 года, который проходил в России, сборная Канады завоевала золотые медали. Мэйсон как и год назад не сыграл ни одной игры, оставаясь третьим вратарём по ходу всего турнира.
Первое появление Криса на льду в составе канадцев состоялось на Чемпионате мира 2009 года, в матче против сборной Швейцарии, который родоначальники хоккея выиграли со счётом 4-0, а сам Мэйсон сделал шатаут, отразив все броски соперника по своим воротам. Всего на турнире Крис провёл на льду 4 игры, одержав в них 4 победы, а канадцы в итоге завоевали серебряные награды.
На основе высоких показателей, которые Мэйсон продемонстрировал в 2009 года на Чемпионате мира и в НХЛ тренерский штаб сборной Канады включил Криса в расширенный состав, который должен был выступать на Зимних Олимпийских играх в 2010 году.
Последний раз за сборную Канады Мэйсон играл на Чемпионате мира 2010 года, который проходил в Германии. В четвертьфинале родоначальники хоккея уступили сборной России.

## Вне льда
21 сентября 2015 года объявил о завершении карьеры. Вскоре «Нэшвилл Предаторз»  пригласили его комментировать матчи на «Fox Sports Tennessee» и он согласился.

## Достижения
- Чемпион Норвегии - 2005
- Победитель Чемпионата мира - 2007
- Серебряный призёр Чемпионата мира - 2009
- Чемпион Италии - 2014

## Статистика

### Клубная
| 1993–94     | Принс-Джордж Кугэрз   | ЗХЛ         | 5   | 1   | 4   | 0  | 237   | 27  | 0  | 6.84 | —    | —  | —  | — | —   | —  | — | —    | —    |
| 1994–95     | Виктория Кугэрз       | ЗХЛ         | 44  | 8   | 30  | 0  | 2288  | 192 | 1  | 5.03 | —    | —  | —  | — | —   | —  | — | —    | —    |
| 1995–96     | Принс-Джордж Кугэрз   | ЗХЛ         | 59  | 16  | 37  | 0  | 3289  | 236 | 1  | 4.31 | —    | —  | —  | — | —   | —  | — | —    | —    |
| 1996–97     | Принс-Джордж Кугэрз   | ЗХЛ         | 50  | 19  | 23  | 1  | 2852  | 172 | 2  | 3.62 | .900 | 15 | 9  | 6 | 938 | 44 | 1 | 2.81 | —    |
| 1997–98     | Цинциннати Майти Дакс | АХЛ         | 47  | 13  | 19  | 7  | 2368  | 136 | 0  | 3.45 | .903 | —  | —  | — | —   | —  | — | —    | —    |
| 1998–99     | Милуоки Эдмиралс      | IHL         | 34  | 15  | 12  | 6  | 1901  | 92  | 1  | 2.90 | .906 | —  | —  | — | —   | —  | — | —    | —    |
| 1998–99     | Нэшвилл Предаторз     | НХЛ         | 3   | 0   | 0   | 0  | 69    | 6   | 0  | 5.21 | .864 | —  | —  | — | —   | —  | — | —    | —    |
| 1999–00     | Милуоки Эдмиралс      | IHL         | 52  | 20  | 21  | 8  | 2952  | 137 | 2  | 2.78 | .904 | 3  | 1  | 2 | 252 | 11 | 0 | 2.62 | .923 |
| 2000–01     | Милуоки Эдмиралс      | IHL         | 37  | 17  | 14  | 5  | 2226  | 87  | 5  | 2.35 | .920 | 4  | 1  | 3 | 239 | 12 | 0 | 3.01 | .891 |
| 2000–01     | Нэшвилл Предаторз     | НХЛ         | 1   | 0   | 1   | 0  | 58    | 2   | 0  | 2.05 | .900 | —  | —  | — | —   | —  | — | —    | —    |
| 2001–02     | Милуоки Эдмиралс      | АХЛ         | 48  | 17  | 21  | 7  | 2755  | 116 | 2  | 2.53 | .917 | —  | —  | — | —   | —  | — | —    | —    |
| 2002–03     | Сан-Антонио Рэмпэйдж  | АХЛ         | 50  | 25  | 18  | 6  | 2914  | 122 | 1  | 2.51 | .921 | 3  | 0  | 3 | 195 | 9  | 0 | 2.77 | .926 |
| 2003–04     | Нэшвилл Предаторз     | НХЛ         | 17  | 4   | 4   | 1  | 743   | 27  | 1  | 2.18 | .926 | —  | —  | — | —   | —  | — | —    | —    |
| 2003–04     | Милуоки Эдмиралс      | АХЛ         | 1   | 1   | 0   | 0  | 60    | 2   | 0  | 2.00 | .933 | —  | —  | — | —   | —  | — | —    | —    |
| 2004–05     | Волеренга             | GET         | 20  | 14  | 5   | 1  | 1203  | 36  | 1  | 1.79 | .934 | 11 | 10 | 1 | 657 | 22 | 1 | 2.01 | .936 |
| 2005–06     | Нэшвилл Предаторз     | НХЛ         | 23  | 12  | 5   | 1  | 1226  | 52  | 2  | 2.54 | .913 | 5  | 1  | 4 | 296 | 17 | 0 | 3.45 | .901 |
| 2006–07     | Нэшвилл Предаторз     | НХЛ         | 40  | 24  | 11  | 4  | 2342  | 93  | 5  | 2.38 | .925 | —  | —  | — | —   | —  | — | —    | —    |
| 2007–08     | Нэшвилл Предаторз     | НХЛ         | 51  | 18  | 22  | 6  | 2691  | 130 | 4  | 2.90 | .898 | —  | —  | — | —   | —  | — | —    | —    |
| 2008–09     | Сент-Луис Блюз        | НХЛ         | 57  | 27  | 21  | 7  | 3215  | 129 | 6  | 2.41 | .916 | 4  | 0  | 4 | 257 | 10 | 0 | 2.34 | .916 |
| 2009–10     | Сент-Луис Блюз        | НХЛ         | 61  | 30  | 22  | 8  | 3512  | 148 | 2  | 2.53 | .913 | —  | —  | — | —   | —  | — | —    | —    |
| 2010–11     | Атланта Трэшерз       | НХЛ         | 33  | 13  | 13  | 3  | 1682  | 95  | 1  | 3.39 | .892 | —  | —  | — | —   | —  | — | —    | —    |
| 2011–12     | Виннипег Джетс        | НХЛ         | 20  | 8   | 7   | 1  | 995   | 43  | 2  | 2.59 | .898 | —  | —  | — | —   | —  | — | —    | —    |
| 2012–13     | Нэшвилл Предаторз     | НХЛ         | 11  | 1   | 7   | 1  | 467   | 29  | 0  | 3.73 | .873 | —  | —  | — | —   | —  | — | —    | —    |
| 2013–14     | Риттен Спорт          | Серия А     | 36  | 27  | 8   | 0  | 2064  | 1   | 75 | 2.18 | .927 | 17 | —  | — | —   | —  | — | 1.86 | .951 |
| Всего в НХЛ | Всего в НХЛ           | Всего в НХЛ | 317 | 137 | 113 | 31 | 17004 | 754 | 23 | 2.66 | .909 | 9  | 1  | 8 | 553 | 27 | 0 | 2.93 | .907 |

### Международная
| Год         | Команда     | Турнир      | И  | В | П | ПОТ | на 0 | СП   | БО%  |
| ----------- | ----------- | ----------- | -- | - | - | --- | ---- | ---- | ---- |
| 2006        | Канада      | ЧМ          | 0  | - | - | -   | -    | -    | -    |
| 2007        | Канада      | ЧМ          | 0  | - | - | -   | -    | -    | -    |
| 2009        | Канада      | ЧМ          | 4  | 4 | 0 | 0   | 1    | 1.00 | .965 |
| 2010        | Канада      | ЧМ          | 7  | 3 | 4 | 0   | 0    | 2.80 | .896 |
| Всего на ЧМ | Всего на ЧМ | Всего на ЧМ | 11 | 7 | 4 | 0   | 1    | 2.06 | .930 |